# Ma terminale
Ma terminale est une série télévisée française en 25 épisodes de 26 minutes réalisée par Stéphane Meunier et diffusée en 2004 sur M6. La série fut tournée dans la ville de Rochefort-sur-Mer au lycée Merleau-Ponty.

## Synopsis
Margot, une élève de terminale, doit préparer un projet option cinéma pour son bac. Elle décide donc de filmer la vie de sa classe, mais un nouvel élève, Manu, arrive.   

## Fiche technique
- Réalisateur : Stéphane Meunier
- Producteur Exécutif : Bertrand Cohen
- Scénariste : Serge Gisquière, Nicolas Durand-Zouky, Baya Kasmi, Flore Kosinetz
- Producteur délégué : Denis Mermet
- Directeur de production : François Bureau
- Responsable de la post-production : Frédéric Lichau
- Chef opérateur : Wilfrid Bof
- Assistant de production : Fabien Clain
- Régisseurs : Françoise List / Hélène Solère
- Supervision montage : Vincent Trisolini
- Chefs monteuses : Juliette Gilot / Emmanuel Giry / Florence Maunier
- Musique du générique : Just As Lost As You'
- Musique originale : Kamel Baibout

- Pays d'origine :   France
- Langue d'origine : Français

## Distribution
- Laure Vencia : Margot Villers, une élève de terminale qui prépare son bac, option cinéma et, dans ce cadre, filme la vraie vie de sa classe
- Clément Aubert : Alexandre
- Thomas Ancora : Kévin
- Pauline Le Jannou : Juliette
- Sandra Leclerc : Audrey
- James Champel : Bryan
- Alice Pol : Edith
- Clément Allanic : Emmanuel, un nouveau dans la classe qui n'attire pas vraiment la sympathie
- Alban Ivanov : Yann, un élève qui filme avec une deuxième caméra
- Olivia Luccioni : Gwen
- Nadjim Ouzane : Idir
- Sharone Varet : Lola
- Adry Lagin : Mickaël
- Samuel Brafman : Pierre
- Camille Boquien : Thia
- Amélie Weyeneth : Vanessa
- Jean-Pierre Bernay : Monsieur Laroche, le principal du lycée
- Samuel Ferratto : Monsieur Dolet, professeur d’histoire-géographie
- Sarah Desplebin : Mademoiselle Tissot, professeur principal et professeur de philosophie